# Forschungsamt
Forschungsamt (niem. Urząd ds. Studiów, w skrócie FA), później Forschungsamt der Luftwaffe (Urząd ds. studiów sił powietrznych) – niemiecka rządowa agencja utworzona na polecenie Hermana Göringa 10 kwietnia 1933 r. w celu podsłuchiwania rozmów telefonicznych, przechwytywania korespondencji radiowej i łamania szyfrów.

## Struktura
Personel agencji składał się początkowo z czterech techników. W lipcu 1933 r. już dwudziestu, natomiast w 1936 r. z tysiąca pięciuset. Do ich zadań należały: nasłuchy radiowe, podsłuchy telefoniczne, radionamierzanie dla wychwytywania nielegalnych nadajników, zakładanie mikrofonów, wyznaczonych przez Göringa, przechwytywanie korespondencji lotniczej i kablowej łączności telegraficznej, kontrola teleksów, otwieranie poczty kurierskiej. 